# Innerdeutsche Beziehungen

Bundesrepublik und Westberlin (grün) DDR und Ostberlin (orange), 1949–1990

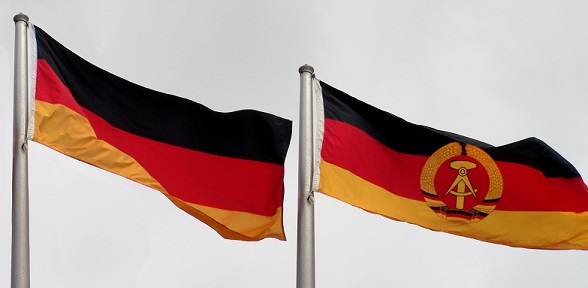
Flaggen der beiden früheren deutschen Staaten (1959–1990)

Als innerdeutsche Beziehungen oder deutsch-deutsche Beziehungen werden die politischen, diplomatischen, wirtschaftlichen, kulturellen und menschlichen Kontakte zwischen der Bundesrepublik Deutschland und der Deutschen Demokratischen Republik (DDR) zur Zeit der deutschen Teilung zwischen 7. Oktober 1949 und 3. Oktober 1990 bezeichnet.

## Zeitabschnitte

### Nachkriegszeit

Deutschland 1947:
vier Besatzungszonen, Gesamt-Berlin, das Saarland und die unter fremder Verwaltung stehenden deutschen Ostgebiete

Nach der bedingungslosen Kapitulation der Wehrmacht im Mai 1945 zerbrach die Anti-Hitler-Koalition zwischen den USA und der Sowjetunion, und die Idee der Teilung des besiegten Landes wurde von nun an durch den aufkommenden Ost-West-Konflikt (Kalter Krieg) bestimmt, der die innerdeutsche Spaltung zum Exempel für den die Welt entzweienden „Eisernen Vorhang“ werden ließ.
Wichtige Wegmarken der allmählichen Abgrenzung waren der US-amerikanische Marshallplan im Jahr 1947 sowie die westliche Währungsreform und die Berlin-Blockade 1948. Die Integration der westlichen Besatzungszonen in die Gemeinschaft der Westmächte und die des östlichen Teils in das System der Sowjetunion begleitete schließlich 1949 die Gründung der Bundesrepublik Deutschland und diejenige der DDR.

### Zuspitzung des Kalten Krieges
Der Ausbruch des Koreakrieges 1950 führte in Westdeutschland zu einer intensiven Debatte über eine deutsche Wiederbewaffnung als Beitrag zur Verteidigung Westeuropas im Rahmen einer Europäischen Verteidigungsgemeinschaft (EVG). Im Jahr 1955 mündete die Diskussion im Beitritt zum westlichen Militärbündnis der NATO und dem Aufbau einer Verteidigungsarmee, der Bundeswehr.
Wirtschaftlich wurde die junge Bundesrepublik auf der Basis der Römischen Verträge von 1957 an die Westmächte gebunden, was zu einer Mitgliedschaft in der Europäischen Wirtschaftsgemeinschaft (EWG) und der Europäischen Gemeinschaft für Kohle und Stahl (EGKS) führte, den Vorformen der heutigen Europäischen Union (EU). Die DDR wurde währenddessen in den Ostblock eingegliedert: Die DDR trat dem Rat für gegenseitige Wirtschaftshilfe (RGW) und mit ihrer neu gegründeten Nationalen Volksarmee dem Warschauer Pakt bei.

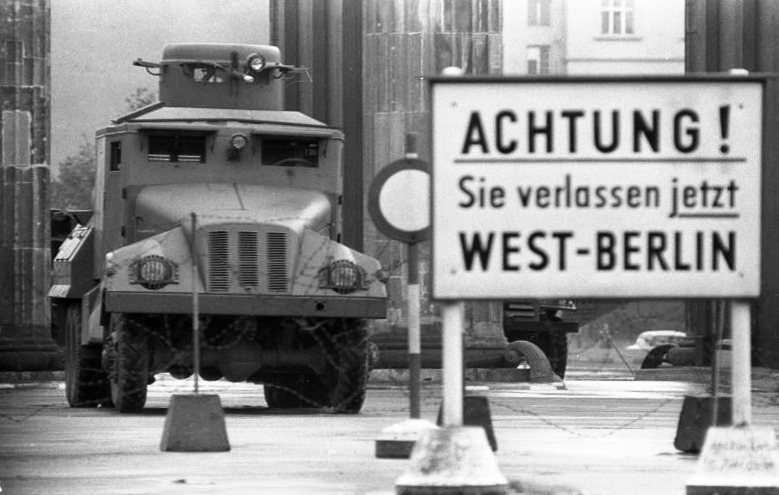
August 1961: Wasserwerfer beschützt den Bau der Berliner Mauer

Während es Bundeskanzler Konrad Adenauer gelang, die Bundesrepublik Deutschland schrittweise an den Westen anzunähern, das Land mit seinen europäischen Nachbarn zu versöhnen und in Frankreich einen engen Partner zu finden, profitierten die Bundesbürger vom Wirtschaftswunder, dem durch die Marktwirtschaft bescherten Aufschwung. Die DDR-Regierung setzte hingegen auf Fünfjahrespläne und konnte die wirtschaftliche Situation nur langsam stabilisieren. Aus Mangel an freien Wahlen fehlte es der SED außerdem an Legitimität, was unter anderem zum Aufstand vom 17. Juni 1953 führte, der mit sowjetischer militärischer Hilfe beendet wurde.
Am 13. August 1961 teilte das kommunistische Regime Berlin durch den Bau der Berliner Mauer de facto in Ost- und West-Berlin. Damit setzte die DDR der zunehmenden Abwanderung der leistungsstarken Bevölkerung und verbliebenen Hoffnungen auf eine baldige Wiedervereinigung ein vorläufiges Ende. Die DDR wurde auf diese Weise stabilisiert. Die in der DDR verbliebenen Menschen hatten nicht mehr die Möglichkeit, über West-Berlin in den Westen zu gelangen und mussten sich mit dem Regime arrangieren.
Bis zum Bau der Berliner Mauer 1961 gab es ungefähr vier Millionen Übersiedler aus der DDR in die Bundesrepublik und nahezu 400.000 Übersiedler aus der Bundesrepublik in die DDR.

### Westdeutsche Entspannungspolitik
Die Kubakrise von 1962, als die Welt am Rande eines Atomkrieges stand, markierte den Wendepunkt des Kalten Krieges, hin zu einer Kooperations- und Entspannungspolitik, die sich durch ein verändertes Klima auch auf die innerdeutschen Beziehungen auswirkte.
Dennoch gab es letztmals bei den Olympischen Sommerspielen 1964 in Tokio eine gesamtdeutsche Mannschaft. Zugleich begann die Bundesrepublik, politische Häftlinge aus den Gefängnissen der DDR freizukaufen.

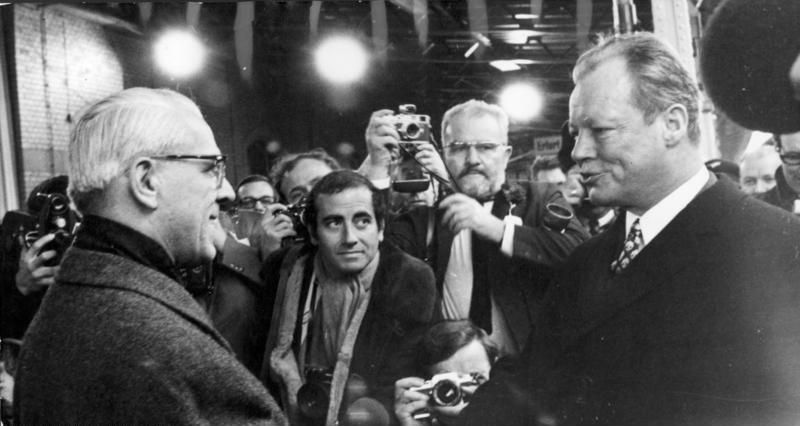
Vorsitzender des Ministerrats Willi Stoph (links) und Bundeskanzler Willy Brandt in Erfurt 1970, das erste Treffen der Regierungschefs der beiden deutschen Staaten

Die neue Ostpolitik der sozialliberalen Regierung unter Bundeskanzler Willy Brandt hatte an einer politischen Annäherung einen entscheidenden Anteil. Bereits in der Zeit vor der Großen Koalition, welche 1966 die Ära Adenauer beendete, hatte Brandt zusammen mit seinem Pressesprecher Egon Bahr diese außenpolitischen Leitgedanken der „Politik der kleinen Schritte“, dem „Wandel durch Annäherung“ und der „menschlichen Erleichterungen“ vorbereitet. Innerhalb von nur drei Jahren kam es nach dem symbolischen Auftakt mit dem Erfurter Gipfeltreffen 1970 zu den Ostverträgen mit Moskau, Warschau und Prag, dem Viermächteabkommen über Berlin, der Gewaltverzichtserklärung gegenüber den osteuropäischen Staaten und dem Grundlagenvertrag mit der DDR. Erstmals wurden damit anerkannt, dass die Hoheitsgewalt jedes der beiden Staaten sich auf sein Staatsgebiet beschränkt. Außerdem wurden die Unabhängigkeit und Selbständigkeit jedes der beiden Staaten in seinen inneren und äußeren Angelegenheiten respektiert. Strategien wie die Hallstein-Doktrin, die von der DDR mit der Ulbricht-Doktrin beantwortet worden war, wurden mit Art. 4 des Grundlagenvertrags überwunden, in dem beide Seiten davon ausgehen, „dass keiner der beiden Staaten den anderen international vertreten oder in seinem Namen handeln kann.“ Gleichwohl haben sich die Bundesrepublik Deutschland und die DDR nicht als selbständige Staaten im völkerrechtlichen Sinne anerkannt. Deshalb wurden keine Botschafter entsandt, sondern ständige Vertreter mit Sitz bei der jeweiligen Regierung in Bonn und Ost-Berlin ausgetauscht, für die das Wiener Übereinkommen über diplomatische Beziehungen entsprechend galt. Am 14. März 1974 wurde das Protokoll über die Einrichtung in Bonn unterzeichnet. Für die Ständige Vertretung der DDR in Bonn war nicht das Auswärtige Amt, sondern das Bundeskanzleramt zuständig, für Angelegenheiten der Ständigen Vertretung der Bundesrepublik Deutschland in Ost-Berlin das Ministerium für Auswärtige Angelegenheiten der DDR.
Am 7. Mai 1974 trat Willy Brandt nach der Guillaume-Affäre zurück.
Die Politik der Normalisierung diente gleichwohl der Entschärfung des internationalen Ost-West-Konfliktes und setzt die Voraussetzung für die Konferenz über Sicherheit und Zusammenarbeit in Europa (KSZE) 1975 und die Gespräche über Truppenbegrenzungen. Doch wurde durch das erreichte „geregelte Nebeneinander“ der Status quo derart zementiert, dass nach mehr als 20 Jahren in beiden deutschen Staaten nur noch wenige an die Realisierbarkeit einer Wiedervereinigung glaubten.
In der DDR reagierte man auf die neuen Entspannungsentwicklungen mit neuer Abgrenzung, um eine eigene staatliche Identität zu finden. Mit der Bereitschaft zum Dialog hatte der Staat internationale Anerkennung erlangt. 1973 wurden die Bundesrepublik und die DDR Mitglieder der UNO. Durch die zunehmende wirtschaftliche Leistung stieg auch das Selbstbewusstsein der Nation, was 1974 die Volkskammer dazu bewog, die Begriffe deutsche Nation und Wiedervereinigung aus der Verfassung der Deutschen Demokratischen Republik zu streichen. Dass eine zu große Eigenständigkeit auch zum Konflikt mit der Sowjetunion führen konnte, hatte 1971 bereits Walter Ulbricht zu spüren bekommen, der wegen seiner Reformverweigerung in der Funktion als erster Sekretär der SED durch Erich Honecker ersetzt worden war.

### 1970 bis 1987

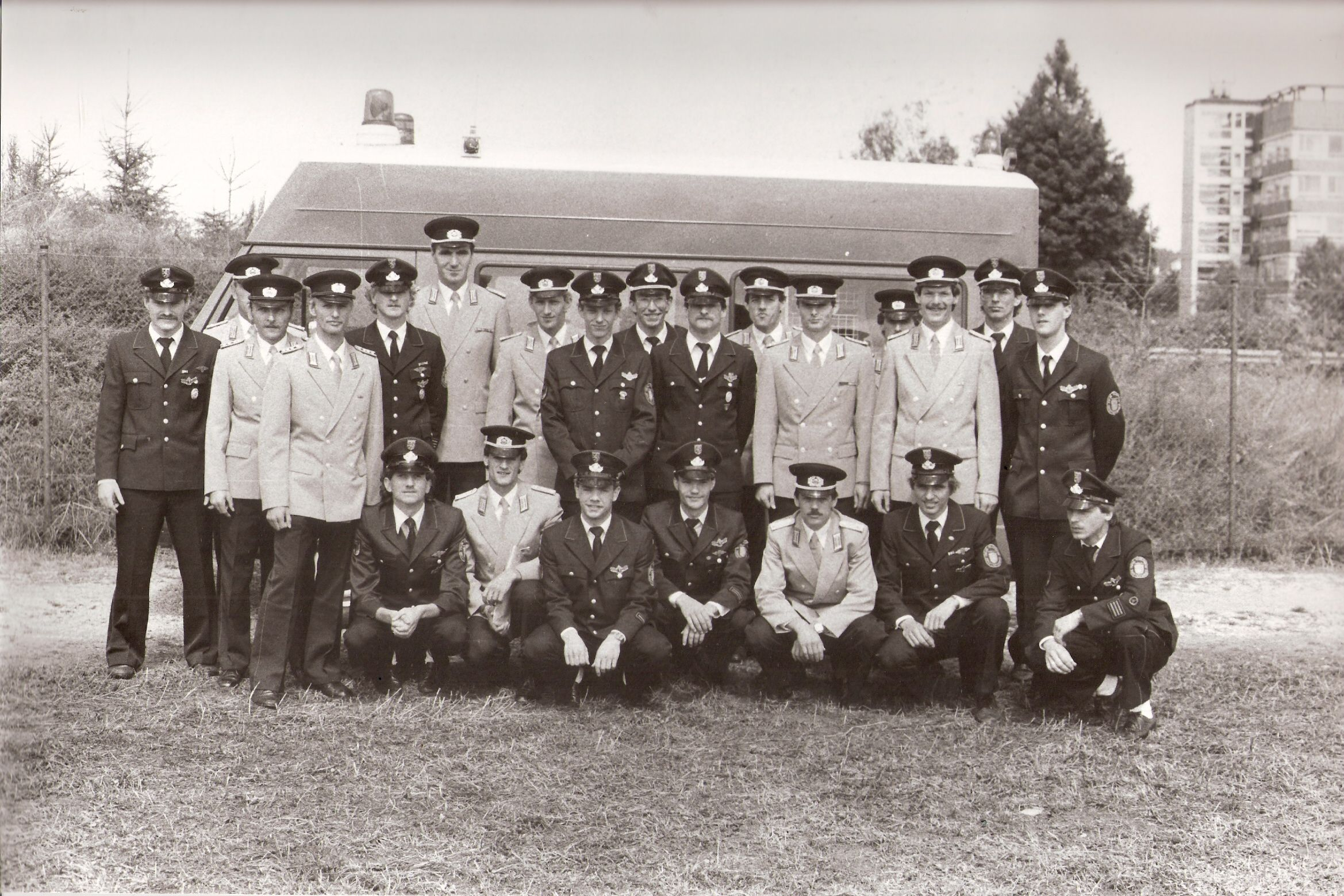
21. Juli 1985: Beispiel für Innerdeutsche Beziehungen – DDR-Feuerwehr-Auswahlmannschaft der Berufsfeuerwehren (helle Uniformen) und die einzige Sportwettkampf-Mannschaft des Deutschen Feuerwehrverbandes

Die beiden Ölkrisen in den 1970er-Jahren wirken sich indessen verheerend auf die wirtschaftliche Entwicklung der DDR aus und führen zu Unzufriedenheit in der Bevölkerung, nicht aber zu strukturellen Reformen. Aufkommende oppositionelle Gruppen werden durch das engmaschige Spitzelnetzwerk der Staatssicherheit bekämpft, um die politische Stabilität im Land zu bewahren.
Eine Störung der innerdeutschen Beziehungen folgte durch die Spiegel-Veröffentlichung des Manifests des Bundes Demokratischer Kommunisten Deutschlands im Januar 1978.
Zwischenzeitlich werden die innerdeutschen Beziehungen von einer neuen Welle internationaler Aufrüstung belastet, die im NATO-Doppelbeschluss und der sowjetischen Besetzung Afghanistans 1979 ihren Höhepunkt fand. Innenpolitisch war die Regierung unter Bundeskanzler Helmut Schmidt diesen Belastungen nicht mehr gewachsen und ebnete schließlich einer schwarz-gelben Koalition unter Kanzler Helmut Kohl den Weg. Diese versuchte, den Kontakt zum deutschen Nachbarstaat, welcher auch durch Schmidts Besuch in der DDR 1981 gefestigt worden war, nicht abreißen zu lassen. Auch war es allein durch Milliardenkredite aus Westdeutschland möglich, die DDR vor dem finanziellen Ruin zu bewahren. Die Weigerung der SED, die von dem sowjetischen Staats- und Parteichef Michail Gorbatschow eingeleiteten Reformen auf die DDR zu übertragen, isolierte die SED-Diktatur teilweise auch innerhalb des kommunistischen Lagers.
Im Jahr 1986 begründen Eisenhüttenstadt und Saarlouis die erste deutsch-deutsche Städtepartnerschaft.
Der jahrelang geplante Besuch Erich Honeckers in der Bundesrepublik Deutschland 1987 wurde von beiden Staaten als wichtiger Schritt in der Entwicklung der deutsch-deutschen Beziehungen bewertet. Die DDR-Führung sah das Ereignis als Höhepunkt der (De-facto-)Anerkennung.

### 1989/90
Gorbatschows Reformpolitik von „Perestroika“ und „Glasnost“ führte neben der spürbaren Entschärfung des internationalen Ost-West-Konfliktes durch verbindliche Abrüstungsvereinbarungen zwischen der UdSSR und den USA auch in den Einzelstaaten des Ostblocks letztlich zu den Revolutionen im Jahr 1989.

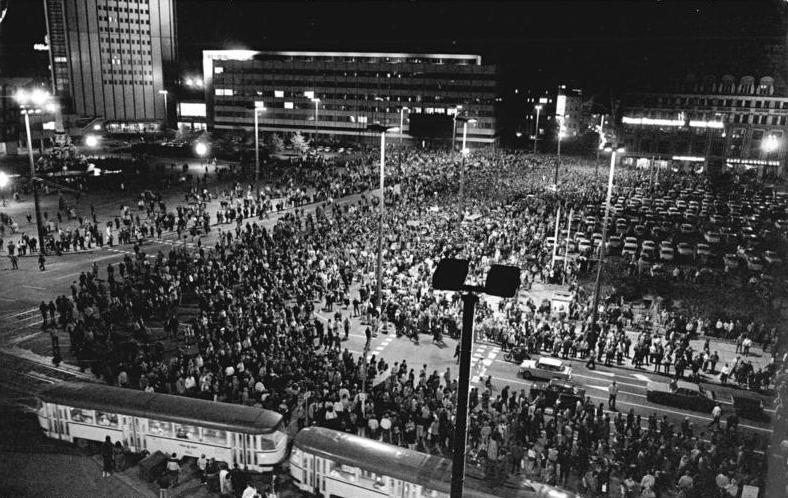
Montagsdemonstration in Leipzig am 16. Oktober 1989

Im Zeichen von Gorbatschows „Sinatra-Doktrin“ stand Moskau einer allmählichen Demokratisierung nicht mehr im Wege. So konnte Ungarn im August 1989 seine Grenze zu Österreich öffnen. Mit der einsetzenden Massenflucht erfuhren auch die Oppositionsbewegungen innerhalb der DDR neuen Zulauf, womit es zu landesweiten Montagsdemonstrationen kam. Am 9. November 1989 erklärte das Mitglied des Politbüros der SED Günter Schabowski auf einer Pressekonferenz die Reisefreiheit für DDR-Bürger, woraufhin alle innerdeutschen Grenzübergänge geöffnet wurden. Der Berliner Mauerfall stellte einen Höhepunkt im Verlauf der friedlichen Revolution dar.
Das nun für eine Wiedervereinigung geöffnete „Zeitfenster der Geschichte“ bewegte alle Beteiligten zu schnellem Handeln: Die SED bot der Opposition Gespräche am Runden Tisch an, Helmut Kohl legte im Alleingang sein Zehn-Punkte-Programm zur Überwindung der Teilung vor. Die aus der Volkskammerwahl am 18. März 1990 hervorgegangene Regierung der DDR unter Lothar de Maizière schloss am 18. Mai 1990 den Vertrag über die Schaffung einer Währungs-, Wirtschafts- und Sozialunion ab.
Unter Berücksichtigung der Vereinbarungen und Beschlüsse der Hauptsiegermächte aus der Kriegs- und Nachkriegszeit wurden mit dem Zwei-plus-Vier-Vertrag vom 12. September 1990 abschließende Regelungen in Bezug auf Deutschland getroffen. Das vereinte Deutschland umfasst danach die Gebiete der Bundesrepublik Deutschland, der Deutschen Demokratischen Republik und ganz Berlins. Es erhebt keine darüber hinausgehenden Gebietsansprüche gegen andere Staaten. Die deutsche Frage gilt seitdem als politisch und völkerrechtlich geklärt.
Am 23. August 1990 beschloss die Volkskammer den Beitritt der DDR zur Bundesrepublik Deutschland nach Artikel 23 des Grundgesetzes. Am 20. September 1990 stimmten der Deutsche Bundestag und die Volkskammer dem Einigungsvertrag mit der erforderlichen Zweidrittelmehrheit zu. Mit Wirkung zum 3. Oktober 1990 wurden die Länder Brandenburg, Mecklenburg-Vorpommern, Sachsen, Sachsen-Anhalt und Thüringen Länder der Bundesrepublik Deutschland. Dieser Tag ist seitdem anstelle des 17. Juni als Tag der Deutschen Einheit ein gesetzlicher Feiertag.

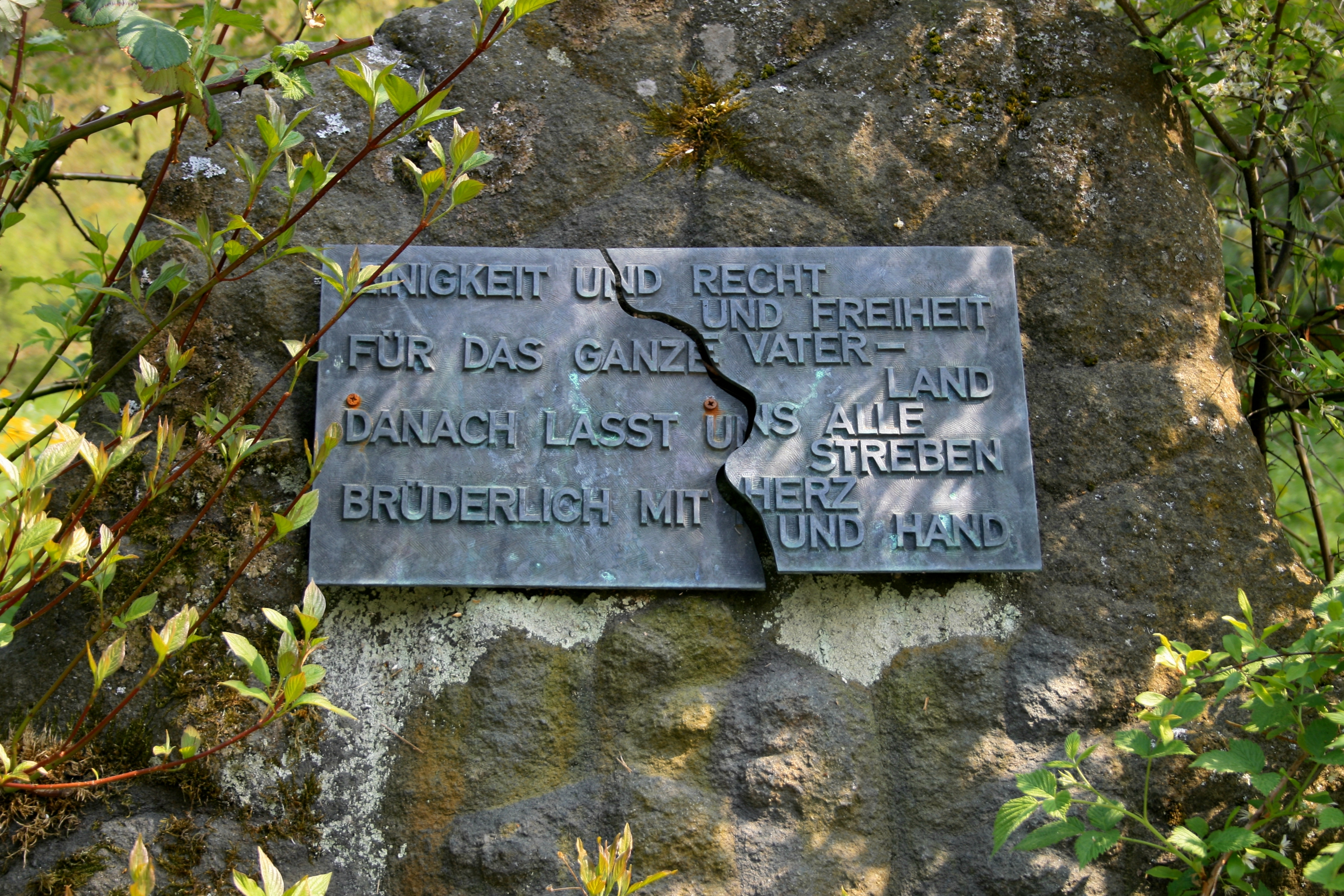
Gedenktafel in Biedenkopf (2011) mit abgewandeltem Zitat aus der Nationalhymne

In der Nacht vom 2. zum 3. Oktober 1990 wurde am Reichstagsgebäude in Berlin um 0:00 Uhr die deutsche Bundesflagge gehisst. Das Bundesministerium für innerdeutsche Beziehungen wurde zum 1. Januar 1991 aufgelöst.
Mit Organisationserlass des Bundeskanzlers vom 27. Oktober 1998 wurde ein Beauftragter der Bundesregierung für die neuen Bundesländer bestellt.
Seit 2014 ist das Bundesarchiv alleiniger Herausgeber der Dokumente zur Deutschlandpolitik.
Auch 30 Jahre nach Herstellung der Einheit Deutschlands bestehen signifikante Unterschiede in den Lebensverhältnissen der westlichen und östlichen Bundesländer.

## Verträge zwischen der Bundesrepublik und der DDR
Die Deutschlandpolitik bestand seit der Großen Koalition von 1966 vor allem darin, Verhandlungen und Verträge mit der DDR anzustreben. Seit 1969 wurden durch die SPD-geführten Bundesregierungen zahlreiche Verträge, Abkommen und Vereinbarungen geschlossen. Art. 7 des Grundlagenvertrags sah Abkommen auf dem Gebiet der Wirtschaft, der Wissenschaft und Technik, des Verkehrs, des Rechtsverkehrs, des Post- und Fernmeldewesens, des Gesundheitswesens, der Kultur, des Sports, des Umweltschutzes und auf anderen Gebieten vor.
Dazu zählten:
- Postabkommen zwischen der Bundesrepublik Deutschland und der DDR vom 30. September 1971
- Transitabkommen vom 17. Dezember 1971
- Vereinbarung zwischen der Regierung der Deutschen Demokratischen Republik und dem Senat über Erleichterungen und Verbesserungen des Reise- und Besuchsverkehrs vom 20. Dezember 1971[24]
- Vertrag zwischen der Bundesrepublik Deutschland und der Deutschen Demokratischen Republik über Fragen des Verkehrs vom 26. Mai 1972[25] (Kleiner Grenzverkehr)
- Grundlagenvertrag vom 21. Dezember 1972
- Deutsch-deutsches Kulturabkommen vom 6. Mai 1986[26]
- Vertrag über die Währungs-, Wirtschafts- und Sozialunion vom 18. Mai 1990
- Einigungsvertrag vom 31. August 1990

### Innerdeutscher Handel
Der bereits 1946 aufgenommene Interzonenhandel wurde nach den Währungsreformen und den beiden Staatsgründungen am 20. September 1951 mit dem Abkommen über den Handel zwischen den Währungsgebieten der Deutschen Mark (DM-West) und den Währungsgebieten der Deutschen Mark der Deutschen Notenbank (DM-Ost) (Berliner Abkommen) auf eine neue Grundlage gestellt. Mit einer Vertragsänderung am 16. August 1960 wurde der DDR ein zinsloser Überziehungskredit (Swing) eingeräumt. Dieser sollte der Bundesrepublik auch als „politisches Instrument zur Sicherung des freien Zugangs nach Berlin“ dienen. Da sich die beiden deutschen Staaten nicht als eigenständige Staaten im völkerrechtlichen Sinne anerkennen wollten, war für die innerdeutschen Wirtschaftsbeziehungen nicht das für den Außenhandel sonst gültige Außenwirtschaftsgesetz maßgeblich, sondern die Devisenbewirtschaftungsgesetze der Besatzungsmächte. Damit war der innerdeutsche Handel (IdH) aus der Sicht der Bundesrepublik weder Außenhandel noch herkömmlicher Binnenhandel, sondern ein „Handel sui generis.“ Auch das Statistische Jahrbuch der Bundesrepublik Deutschland führte den Interzonenhandel und später den innerdeutschen Handel nicht unter der Rubrik „Außenhandel“, sondern ordnete ihn unter „Handel, Gastgewerbe, Reiseverkehr“ ein. Die DDR hingegen betrachtete den innerdeutschen Handel schon früh als Außenhandel und führte die Statistik darüber auch dementsprechend. Zuständig war das Ministerium für Innerdeutschen Handel, Außenhandel und Materialversorgung.

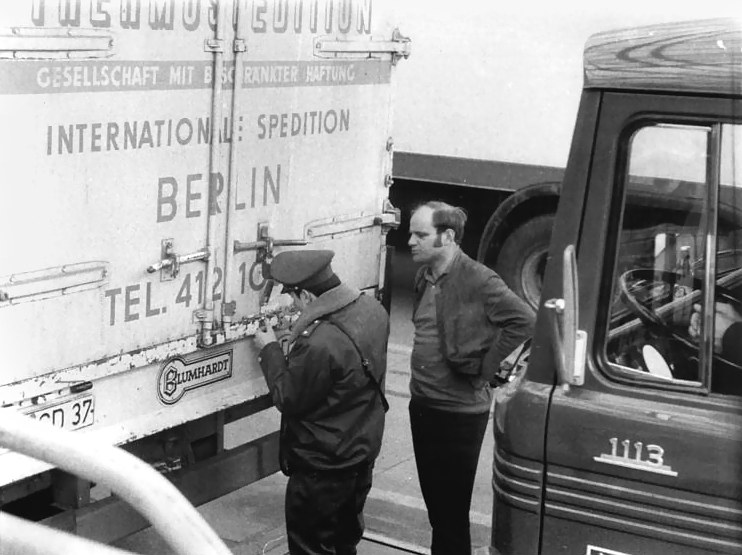
Ein LKW wird an der innerdeutschen Grenze verplombt.

Der Warenaustausch wurde anhand von Warenlisten geregelt. Diese waren genehmigungspflichtig und mengen- und wertmäßig (anfangs in erheblichem Umfang) kontingentiert. Der Zahlungsverkehr erfolgte nicht durch direkte Zahlungen zwischen den beteiligten Unternehmen, sondern wurde durch Verrechnung über verschiedene Unterkonten bei den Notenbanken der Bundesrepublik und der DDR abgewickelt. Als Zahlungseinheit wurde die sogenannte Verrechnungseinheit (VE) vereinbart.
Die beiden rohstoffarmen Volkswirtschaften tauschten mit einem Anteil von über 50 % im Wesentlichen Grundstoffe und Produktionsgüter aus. Während die Bundesrepublik vor allem chemische Erzeugnisse und hochwertige Rohstoffe (Steinkohle, Koks, Rohöl) sowie eiweißhaltige Futtermittel (5,1 %) und Rohöle (2,5 %) in die DDR lieferte, bezog sie von dort neben veredelten Produkten wie Motorenbenzin, Heizöl und Kunststoffen auch Schlachtvieh (3,4 %), Getreide (2,1 %) und Süßwaren (1,5 %). Die Ausfuhren von Maschinen und Ausrüstungen in die Bundesrepublik war begrenzt, weil die in der DDR hergestellten Erzeugnisse auf dem westlichen Investitionsgütermarkt zu wenig konkurrenzfähig waren.
Der Anteil des innerdeutschen Handels am gesamten Außenhandelsumsatz lag in den 1970er-Jahren in der Bundesrepublik bei durchschnittlich 5,1 %, in der DDR hingegen mit 9,4 % fast doppelt so hoch. Die Vorteile, welche die DDR in Gestalt von Zins- und Zollersparnissen sowie Mehrwertsteuerkürzungen aus dem Innerdeutschen Handel zog, wurden für die 1980er Jahre auf rund 750 Mio. DM veranschlagt.
Die Bürgschaft der gegenüber einem bundesdeutschen Bankenkonsortium für den der Außenhandelsbank der DDR gewährten Kredit in Höhe von 1 Mrd. DM vom 29. Juni 1983 hatte nicht nur wirtschaftliche Gründe, sondern wurde von der Bundesregierung auch politisch „als ein wichtiger Beitrag zur Verbesserung der Beziehungen zur DDR“ angesehen.
Mit § 12 des Vertrags über die Währungs-, Wirtschafts- und Sozialunion vom 18. Mai 1990 wurde das Berliner Abkommen vom 20. September 1951 im Hinblick auf die Währungs- und Wirtschaftsunion angepasst. Der dort geregelte Verrechnungsverkehr wurde beendet und der Abschlusssaldo des Swing ausgeglichen. Bestehende Verpflichtungen wurden in Deutscher Mark abgewickelt. Der vollständige Wegfall der Warenkontrollen an der innerdeutschen Grenze war Folge des Einigungsvertrags.

### Reiseverkehr
Von den Siegermächten wurden aufgrund der Zonenprotokolle nach Ende des Zweiten Weltkriegs die Demarkationslinien zwischen den vier Besatzungszonen festgelegt. Die Westgrenze der Sowjetischen Besatzungszone wurde mit den Staatsgründungen im Jahr 1949 zur innerdeutschen Grenze zwischen Westdeutschland und der DDR.
Der noch von den Alliierten eingeführte Interzonenpass wurde 1953 für Reisen aus der DDR nach Westdeutschland durch die sog. Personalbescheinigung ersetzt. Für die Einreise in die DDR aus Westdeutschland waren ein amtlicher Personalausweis und die Vorlage einer Aufenthaltsgenehmigung des Rates des Kreises des zu besuchenden Ortes erforderlich, beim Betreten Ost-Berlins seit 1960 eine besondere Genehmigung. Für Reisen zwischen Westdeutschland und West-Berlin reichte ein Personalausweis.
Im Juni 1968 wurde eine Pass- und Visapflicht eingeführt.

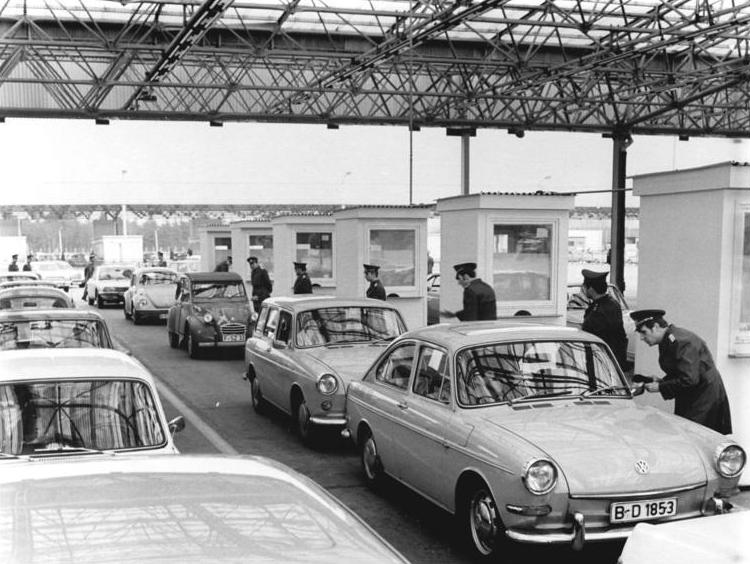
Kontrollpassierpunkt Drewitz-Dreilinden (1972)

Am 12. August 1961 beschloss der Ministerrat der DDR nach einer entsprechenden Entschließung der Volkskammer vom Vortag, „an den Grenzen der Deutschen Demokratischen Republik einschließlich der Grenze zu den Westsektoren von Groß-Berlin“ eine Kontrolle einzuführen, „wie sie an den Grenzen jedes souveränen Staates üblich ist.“ Diese Grenzen durften von DDR-Bürgern nur noch mit besonderer Genehmigung passiert werden. Für das Überschreiten der Grenzen von Ost- nach West-Berlin war eine besondere Bescheinigung erforderlich. Der Besuch „von friedlichen Bürgern Westberlins in der Hauptstadt der Deutschen Demokratischen Republik“ war unter Vorlage des Westberliner Personalausweises möglich. Für den Besuch von Bürgern der westdeutschen Bundesrepublik in Ost-Berlin, für Reisen von Bürgern West-Berlins über die Verbindungswege der DDR ins Ausland sowie für den Transitverkehr zwischen West-Berlin und Westdeutschland durch die DDR blieben die bisherigen Kontrollbestimmungen in Kraft.
Der Beschluss trat am 13. August 1961 in Kraft und führte nicht nur zum Mauerbau in Berlin, sondern insgesamt zu einer signifikanten Verschärfung der deutsch-deutschen Reisebestimmungen.
Bestehende Genehmigungen für Reisen von DDR-Bürgern in das „kapitalistische Ausland“ wurden für ungültig erklärt und eingezogen. Nur in Fällen, in denen „ein berechtigtes staatliches, gesellschaftliches oder kulturelles Interesse“ vorlag, konnte ein erneuter Antrag beim Ministerium des Innern (Hauptverwaltung der Deutschen Volkspolizei) gestellt werden. Personen im Alter bis zu 25 Jahren wurde die Ausreise verboten. Während vor dem Mauerbau jährlich rund 2,5 Mio. Reisegenehmigungen in die Bundesrepublik erteilt worden waren, wurden seitdem bis 1965 nur noch 623 Genehmigungen zur Reise nach Westdeutschland und 645 Passierscheine zum Betreten West-Berlins erteilt. Verhindert werden sollten Reisen, „bei denen keine unbedingte Notwendigkeit vorliegt oder bei denen der begründete Verdacht besteht, dass sie zum illegalen Verlassen der Deutschen Demokratischen Republik ausgenutzt werden sollen.“
Im Jahr 1964 wurden die Reisebedingungen für Personen, die eine Alters-, Unfall- oder Invalidenrente bezogen, erleichtert, später auch für sog. Reisekader.

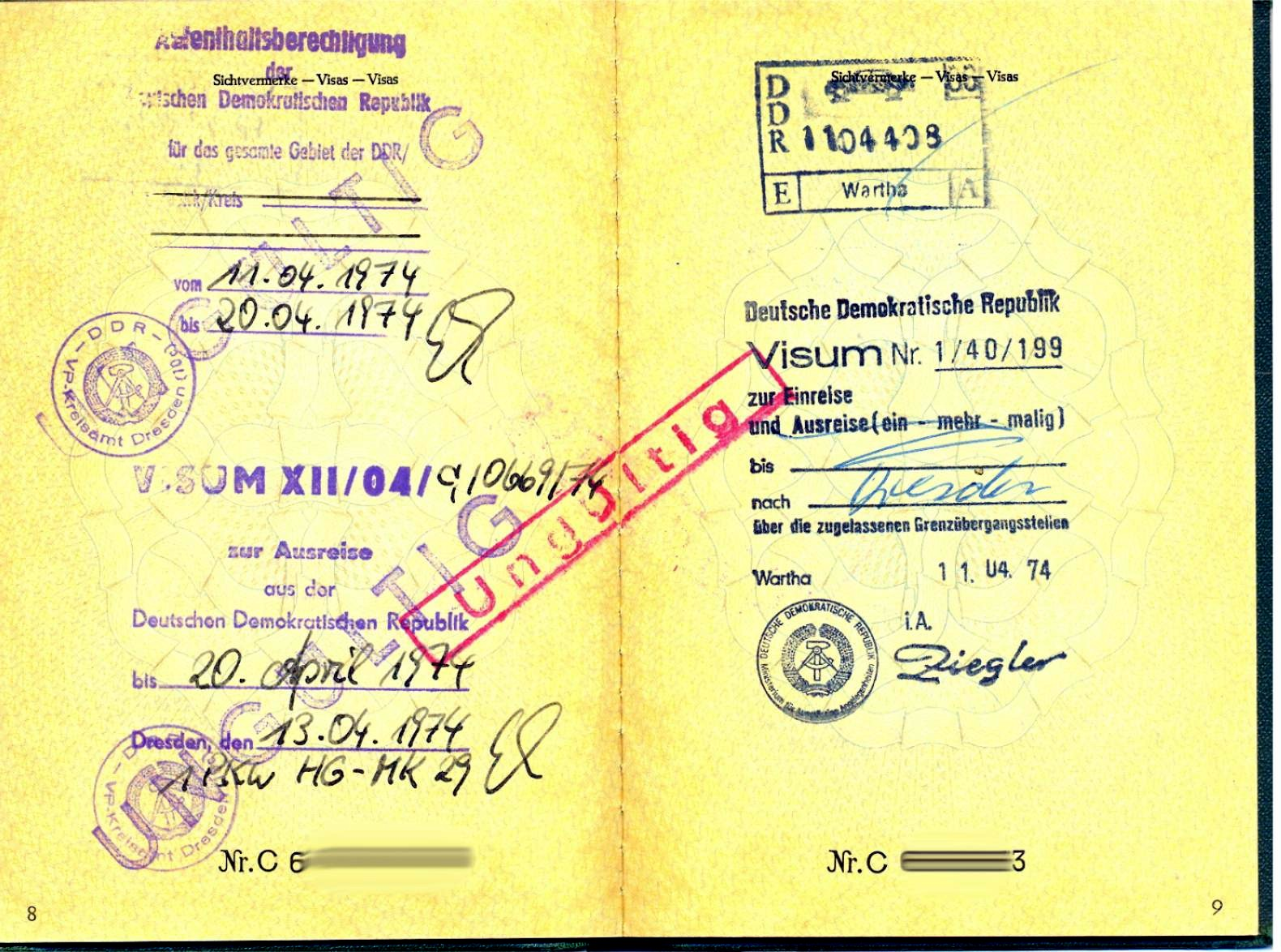
DDR-Visum, 1974

Mit Anordnung vom 25. November 1964 war ein verbindlicher Mindestumtausch von Zahlungsmitteln fremder Währungen für private Besucher aus Westdeutschland eingeführt worden. Der Betrag je Tag der Dauer wurde von einem Gegenwert in Höhe von zunächst 5 auf zuletzt 25 DDR-Mark zu den in der DDR geltenden Umrechnungsverhältnissen festgelegt.
Die Grenze durfte nur mit gültigen Dokumenten an den bestehenden Kontrollpassierpunkten überquert werden. Zuwiderhandlungen wurden nach § 8 des Passgesetzes von 1954,  ab Inkrafttreten des Strafgesetzbuchs zum 1. Juli 1968 nach § 213 StGB als ungesetzlicher Grenzübertritt mit Freiheitsstrafe bestraft.
Die Vereinbarung über Erleichterungen und Verbesserungen des Reise- und Besuchsverkehrs ermöglichte ab 1972 zunächst Personen mit ständigem Wohnsitz in West-Berlin die Einreise nach Ost-Berlin und in die DDR aus humanitären, familiären, religiösen, kulturellen und touristischen Gründen. Der Verkehrsvertrag vom 26. Mai 1972 regelte dann den Verkehr in und durch die jeweiligen Hoheitsgebiete auf Straßen, Schienen- und Wasserwegen „entsprechend der üblichen internationalen Praxis auf der Grundlage der Gegenseitigkeit und Nichtdiskriminierung.“ Am 30. Mai 1972 legte das Politbüro der SED dazu „Grundsätze für die Bearbeitung von Anträgen auf Ausreisen von Bürgern der DDR nach nichtsozialistischen Staaten […] und Einreisen von Bürgern der BRD in die DDR“ vor, konkretisiert durch Anordnung des Innenministers vom 17. Oktober 1972. Reisen anlässlich von Geburten, Eheschließungen, lebensgefährlichen Erkrankungen und Todesfällen von Großeltern, Eltern, Kindern und Geschwistern konnten danach ein- oder mehrmals bis zu einer Dauer von insgesamt 30 Tagen jährlich genehmigt werden. Personen, die weder dringende Familienangelegenheiten angeben konnten noch im Rentenalter waren, wurden praktisch keine Reisegenehmigungen erteilt. Es „kann daher für die Periode 1961–1975 durchweg von einem weitgehenden Reiseverbot gesprochen werden.“
Auf den Transitautobahnraststätten kam es vielfach zu persönlichen Treffen, auch wenn die Reisenden dort mit einer Überwachung durch das Ministerium für Staatssicherheit rechnen mussten. Durch die mit Verkehrsvertrag und Grundlagenvertrag einhergehenden Reiseerleichterungen für West-Deutsche (u. a. Aufenthalt in der gesamten DDR, freie Wahl des Grenzübergangs, Besuch auch bei Bekannten und nicht nur bei Verwandten, mehrmalige Reisen im Jahr, Touristenreisen, Zulassung des Pkw-Verkehrs, Öffnung neuer Straßenübergänge, grenznaher Verkehr) habe sich der Reiseverkehr mit der DDR im weiteren Verlauf der 1970er-Jahre dann „sprunghaft erhöht.“
Nachdem Regierungsvertreter Günter Schabowski auf einer Pressekonferenz am 9. Oktober 1989 erklärt hatte, Privatreisen ins Ausland sollten ohne Vorliegen bestimmter Voraussetzungen (Reiseanlässe und Verwandtschaftsverhältnisse) beantragt werden können, wurden die Grenzübergänge in ganz Deutschland von Reisewilligen förmlich überrannt. Seitdem fanden de facto keine Grenzkontrollen mehr statt.
Mit Verordnung vom 21. Dezember 1989 wurde die Visapflicht für Bürger der Bundesrepublik bei Einreise in die DDR aufgehoben, mit Verordnung vom 16. Mai 1990 auch die Passpflicht.
Seit dem 1. Juli 1990 fanden im Personenverkehr über die innerdeutschen Grenzen keine Kontrollen mehr statt. Deutsche und Ausländer, die die Einreisevoraussetzungen erfüllen, durften seitdem die innerdeutschen Grenzen an jeder Stelle überschreiten.

### Kulturaustausch

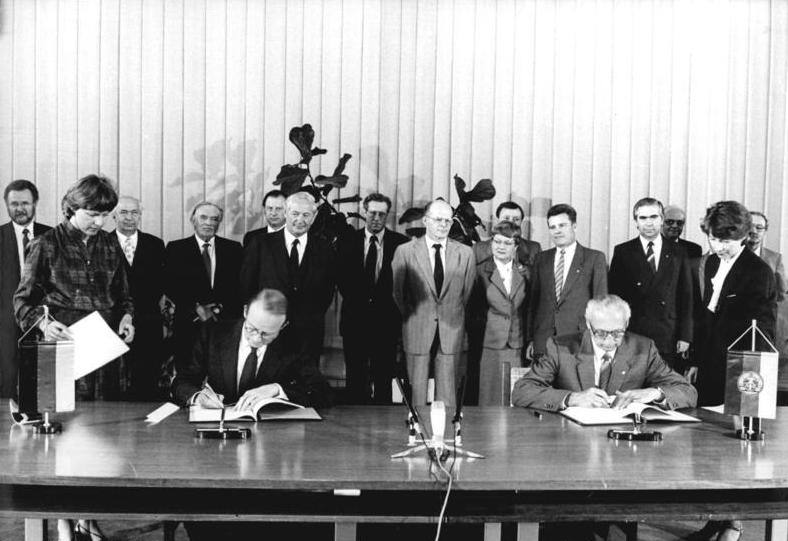
Hans Otto Bräutigam (li.) und Kurt Nier unterzeichnen am 6. Mai 1986 das deutsch-deutsche Kulturabkommen

Art. 7 des Grundlagenvertrags sah unter anderem den Abschluss von Abkommen auf dem Gebiet der Wissenschaft, Kultur und des Sports vor. Nach dem Scheitern erster Verhandlungsrunden in den 1970er-Jahren führten die 1983 wieder aufgenommenen Gespräche am 6. Mai 1986 zum Abschluss des Abkommens zwischen der Regierung der Deutschen Demokratischen Republik und der Regierung der Bundesrepublik Deutschland über kulturelle Zusammenarbeit.
Die Verhandlungen waren erschwert worden durch das Verständnis einer fortbestehenden einheitlichen deutschen Kulturnation auf westlicher Seite einerseits und der von Ost-Berlin vertretenen These einer eigenständigen sozialistischen Kultur andererseits, die sich nach 1945 im Ostteil Deutschlands entwickelt habe. Gleichwohl prägten die „Stunde Null“ und die Auseinandersetzung mit dem kulturellen Bruch durch den Nationalsozialismus Kunst und Kultur im gesamten Nachkriegsdeutschland. Bis zum Mauerbau 1961 gab es abseits der offiziellen Kulturpolitik einen „regen Austausch zu Fragen von Kunst, nationaler Einheit und politischen Konzepten“ zwischen west- und ostdeutschen Künstlern.
Auf politischer Ebene war außerdem die Frage von „kriegsbedingt verlagerten Kulturgütern“ umstritten. Sie betraf von der seit 1945 im Ostteil Berlins gelegenen Museumsinsel im Zweiten Weltkrieg in den Westteil Deutschlands ausgelagerte Kunstwerke, die mit Gründung der Stiftung Preußischer Kulturbesitz 1957 im Westen verblieben waren. Konkret ging es neben der Büste der Nofretete um über 3000 weitere ägyptische Objekte, 2000 griechische Vasen und fast 6000 Gemälde.
Nachdem die DDR ihre entsprechenden Besitzansprüche als Voraussetzung für eine Einigung überraschend zurückgestellt hatte, kam im Mai 1986 unter ausdrücklicher Ausklammerung dieser Fragen in einer gemeinsamen Protokollerklärung das besagte Abkommen zustande. Im November 1986 verständigten sich beide Seiten darauf, „dass Kulturgüter, die öffentlichen Eigentümern im jeweils anderen Teil Deutschlands gehören, an ihren ursprünglichen Standort zurückgeführt werden.“
Auch ohne ein übergreifendes Abkommen hatte es bereits seit Mitte der 1970er Jahre Konzerte von DDR-Musikern wie Wolf Biermann in der Bundesrepublik gegeben, 1983 war Udo Lindenberg im Palast der Republik aufgetreten, DDR-Künstler hatten 1977 an der documenta 6 in Kassel teilgenommen, es gab Auftritte der Berliner Philharmoniker unter Herbert von Karajan in Dresden, Gastspiele der West-Berliner Schaubühne in Chemnitz, Retrospektiven von Willi Sitte, Wolfgang Mattheuer oder Bernhard Heisig im Westen und Beiträge des jeweils anderen Staates auf Filmwochen. Autoren wie Anna Seghers, Christa Wolf oder Christoph Hein wurden im Westen verlegt.
In Jahresarbeitsplänen über konkrete Kulturprojekte sollte dann das Abkommen von 1986 umgesetzt werden. So kam im Herbst 1986 die Ausstellung „Positionen – Malerei aus der Bundesrepublik Deutschland“ im Alten Museum in Ost-Berlin zustande. Noch am Tag der Grenzöffnung, dem 9. November 1989, hatte der damalige Ministerpräsident des Landes Nordrhein-Westfalen Johannes Rau im Rahmen der „Tage der Kunst und Kultur aus Nordrhein-Westfalen“ die Ausstellung „Zeitzeichen. Stationen Bildender Kunst in Nordrhein-Westfalen“ in Leipzig eröffnet.
Mithin kam das Kulturabkommen historisch zu spät, um noch besondere Wirkung zu entfalten.